# Anticyathus trochus
Anticyathus trochus is een rondwormensoort uit de familie van de Linhomoeidae.